# Coal Lake
Coal Lake är en sjö i Kanada.   Den ligger i provinsen Alberta, i den centrala delen av landet, 2 800 km väster om huvudstaden Ottawa. Coal Lake ligger 700 meter över havet. Arean är 10,5 kvadratkilometer. Den sträcker sig 15,0 kilometer i nord-sydlig riktning, och 9,3 kilometer i öst-västlig riktning.
Trakten runt Coal Lake består till största delen av jordbruksmark. Runt Coal Lake är det mycket glesbefolkat, med 3 invånare per kvadratkilometer.